# ائتلاف الاتحاد الديمقراطي المسيحي / الاتحاد الاجتماعي المسيحي
ائتلاف الاتحاد الديمقراطي المسيحي / الاتحاد الاجتماعي المسيحي كما يطلق عليه أحياناً بشكل غير رسمي أحزاب الاتحاد (بالألمانية: Unionsparteien)‏ هو ائتلاف سياسي ديمقراطي مسيحي مكون من حزبين ألمانيين هما الاتحاد الديمقراطي المسيحي (CDU) و‌الاتحاد الاجتماعي المسيحي بولاية بافاريا (CSU).
يتشارك الحزبان مجموعة برلمانية واحدة في بوندستاغ، «مجموعة CDU/CSU البرلمانية في البوندستاغ الألماني» (بالألمانية: CDU/CSU-Fraktion im Deutschen Bundestag)‏. وفق قانون الانتخابات الفيدرالي في ألمانيا، أعضاء المجموعة البرلمانية الذين يتشاركون ذات الأهداف السياسية يجب أن لا يتنافسوا في ما بينهم في أي ولاية فيدرالية. يتنافس الاتحاد الاجتماعي المسيحي في ولاية بافاريا فقط، بينما ينشط الاتحاد الديمقراطي المسيحي في خمسة عشر ولاية ألمانية. يعكس الاتحاد الديمقراطي المسيحي بشكل رئيسي مخاوف الأغلبية الريفية الكاثوليكية في الجنوب.